# Glomeruloesclerosi focal i segmentària
La glomeruloesclerosi focal i segmentària (GEFS) és una causa de la síndrome nefròtica en nens i adolescents, així com la causa principal d'insuficiència renal en adults. També es coneix com a "esclerosi glomerular focal" o "glomeruloesclerosi nodular focal". És responsable d'un de cada sis casos de síndrome nefròtica. La malaltia de canvis mínims (MCM) és, amb molt, la causa més freqüent de síndrome nefròtica en nens: la MCM i ka GEFS primària poden tenir una causa similar.

## Classificació
Segons la causa, es classifica generalment en:
- Primària, quan no es troba cap causa subjacent; sol presentar-se com a síndrome nefròtica
- Secundària, quan s'identifica una causa subjacent; sol presentar insuficiència renal i proteïnúria. Aquest és realment un grup heterogeni que inclou nombroses causes com:
  - Forma adaptativa (o millor dit postadaptativa) a la pèrdua de nefrons que implica una sobrecàrrega per hiperfiltració dels nefrons restants. Com per exemple en la pielonefritis crònica, la nefropatia per reflux, insuficiència renal aguda, obesitat mòrbida, diabetis mellitus.
  - Trastorns genètics: Formes familiars.
  - Toxines i fàrmacs com l'heroïna i el pamidronat.